# Землетрясение в Хенгчуне (2006)
Землетрясение в Хенгчуне произошло во вторник, 26 декабря 2006 года, в 12:25 UTC (20:25 по местному времени). Эпицентр находился в ~23 километрах от города Хенгчуна, расположенного на юге Тайваня. Гипоцентр находился на глубине 21,9 километров под проливом Лузон (21°53′ с. ш. 120°34′ в. д.), который соединяет Южно-Китайское и Филиппинское моря.

## Разрушения

### Тайвань
Новостные агентства заявляли о разрушении домов на южном Тайване, пожарах, застрявших в лифтах пассажирах и обрывах телефонной связи. Двое людей погибло и 42 ранено. Землетрясение почувствовали на всей территории Тайваня, включая столицу — Тайбэй, которая находится в 450 км.
По сообщениям, порядка 3000 домов остались без электричества, но оно было восстановлено в течение нескольких часов.
Атомная электростанция № 3 также подверглась воздействию землетрясения. Из-за вибрации во втором реакторе сработала аварийная синализация, и операторам пришлось заглушить реактор. В то же время, реактор № 1 остался в работе. После проведённой проверки, никаких повреждений обнаружено не было.

## Последующие толчки (Афтершок)
Далее перечислены последующие толчки с магнитудой более 5ML:
| # | Время                        | Расположение                                           | Магнитуда | Глубина |
| - | ---------------------------- | ------------------------------------------------------ | --------- | ------- |
| 1 | 26 декабря, 2006 20:34 UTC+8 | 21.97°N, 120,42°E, 11.6 км северо-западнее Фанглиао    | 7,0 ML    | 50,2 км |
| 2 | 26 декабря, 2006 20:40 UTC+8 | 21.94°N, 120.4E, 35.4 км западнее Хенгчуна             | 5,2 ML    | 25,0 км |
| 3 | 26 декабря, 2006 22:53 UTC+8 | 21.86°N, 120,39°E, 39.8 км юго-западнее Хенгчуна       | 5,2 ML    | 25,0 км |
| 4 | 26 декабря, 2006 23:41 UTC+8 | 22.09°N, 120,22°E, 31.6 км юго-западнее острова Льючиу | 5,5 ML    | 23,0 км |
| 5 | 27 декабря, 2006 01:35 UTC+8 | 21.78°N, 120,31°E, 50.4 км юго-западнее Хенгчуна       | 5,8 ML    | 32,6 км |
| 6 | 27 декабря, 2006 10:30 UTC+8 | 22.03°N, 120,33°E, 35.1 км южнее острова Льючиу        | 5,9 ML    | 28,0 км |
| 7 | 28 декабря, 2006 17:38 UTC+8 | 21.96°N, 120,56°E, 54.5 км юго-западнее Хенгчуна       | 5,3 ML    | 54,5 км |

Помимо этого, ещё было зарегистрировано 3 толчка магнитудой в 4,7 балла.